# Rodolf Pell de Llop
Rodolf Pell de Llop (francès antic: Rudolph Peel de Lan o Pel-de-Leu; grec medieval: Ραούλ ο Λυκοδέρμων, Raül o Likodérmon) fou un prohom i diplomàtic normand que fou ambaixador de Robert Guiscard a la cort de l'emperador romà d'Orient Aleix I Comnè poc abans de l'esclat de les guerres romano-normandes. Segons Anna Comnè, que l'anomena Raül, era germà de Roger, un desertor normand als romans, però Aleksandr Kajdan ho rebutja perquè no hi ha cap altra font contemporània que corrobori els seus suposats vincles fraternals.
Cap al 1080, Guiscard el despatxà com a ambaixador a l'Imperi Romà d'Orient per queixar-se dels greuges que Nicèfor III Botaniates havia perpetrat contra la seva filla, Olímpia, que havia estat enviada a Constantinoble per casar-se amb Constantí Ducas, fill de l'emperador Miquel VII Ducas, abans que aquest últim fos derrocat per Botaniates. Tanmateix, quan Rodolf arribà a Constantinoble, Botaniates ja havia hagut de cedir el tron a Comnè. A més a més, Rodolf veié amb els seus propis ulls l'emperador derrocat Miquel Ducas, tancat en un monestir, i confirmà així que Rector era un impostor. Guiscard es prengué la notícia molt malament i amenaçà d'executar Rodolf a l'acte, però aquest últim aconseguí fugir a l'altra banda de l'Adriàtic.
Hi ha autors que en fan el fundador de la nissaga romana d'Orient dels Raüls/Ral·les, però no hi ha cap font de l'època que digui que Rodolf desertés als romans d'Orient.